# Mohamed Mara
Mohamed Mara (Conacri, 12 de dezembro de 1996) é um futebolista profissional guineense que atua como ponta esquerda. Atualmente joga no time francês Ratchaburi.

## Carreira
Mohamed Mara começou a carreira no Lorient. Depois foi para o Paris FC e atualmente  joga no Thonon Évian Grand Genève FC.